# Sünninghausen
Sünninghausen is een plaats in de Duitse gemeente Oelde, deelstaat Noordrijn-Westfalen, en telt 1251 inwoners.
Het boerendorp ligt 7½ kilometer ten zuiden van Oelde zelf en 2 km ten zuiden van de Bundesstraße 61. Sünninghausen ligt in een heuvelachtige omgeving. Ten zuiden van het dorp ligt de tot circa 130 meter hoge heuvelrug Beckumer Berge.